# آسوکا کیشی
آسوکا کیشی (انگلیسی: Asuka Kishi؛ زادهٔ ۱۱ آوریل ۱۹۹۱) مدل اهل ژاپن است.